# Гилберт, Дэвис
Дэвис Гилберт (англ. Davies Gilbert, при рождении Дэвис Гидди; 6 марта 1767, Сент-Эрт, Корнуолл, Англия — 24 декабря 1839, Истборн, Восточный Суссекс, Англия) — британский геолог, инженер, политический и государственный деятель, писатель
.

## Биография
Сын священника. Образование получил в математической академии в Бристоле. В 1789 году окончил Пемброк-колледж в Оксфорде, где получил степень магистра, в 1794 году — степень бакалавра права.
С 1832 г. - доктор гражданского права. 
В 1791 году был избран в Лондонское королевское общество. В 1792/1793 годах был Главным шерифом Корнуолла. 
С 1804 по 1832 год избирался членом палаты общин Великобритании. В 1808 году  женился на Мэри Энн Гилберт , которая позднее занималась растениеводством, и взял её фамилию, чтобы оба могли унаследовать имущество семьи Гилбертов. У пары было два сына.
С 1819 по 1827 год был казначеем, а с 1827 по 1830 год – президентом Лондонского Королевского общества. В 1828 году был избран почетным членом Королевского общества Эдинбурга, в 1832 году стал иностранным почетным членом Американской академии искусств и наук.

## Избранные труды
- Plain Statement of the Bullion Question (1811)
- Some ancient Christmas Carols, with the Tunes to which they were formerly sung in the West of England. Collected by D. Gilbert. London : J. Nichols and Son, (1822).
- Some ancient Christmas Carols, with the tunes to which they were formerly sung in the west of England. pp. x. 79. J. Nichols and Son: London, 1823
- Parochial History of Cornwall, 1838
- Cornish dialogue between Tom Pengersick and Dic. Trengurtha. 1835

## Память
- В 1831 химик Томас Томсон назвал в его честь минерал жильбертит (джильбертит), разновидность мусковита.[3][4]
- Пролив Гилберта в Антарктиде назван в его честь.